# スタディオ・フリウーリ
ダチア・アレーナ（Dacia Arena）は、イタリア・ウーディネのサッカー専用スタジアム。地元クラブのウディネーゼ・カルチョがホームスタジアムとしている。

## 概要
1976年の会場以来、陸上トラック付きのスタジアムであったが、2013年にウディネーゼがウーディネ市から99年間のスタジアム所有権を取得。同年から2016年にかけて行われた改修工事で陸上トラックが取り払われ、サッカー専用スタジアムとなった。なお、改修後の収容人数は41,652人から25,144人に減少している。
1990年FIFAワールドカップ・イタリア大会では、グループEの3試合が行なわれた。
1993年4月12日、Jリーグ開幕に向けてイタリア遠征していた鹿島アントラーズは、クロアチア代表と対戦したが、1-8で敗れた（会場はスタディオ・フリウーリ）。ハーフタイムには、鹿島のジーコは白板をマグネットが落ちるほど強く叩きながら激高した。
2016年、ルーマニアの自動車メーカーであるダチアが命名権を取得して、スタディオ・フリウーリより改名した。